# 渐进增强
渐进增强(英語：Progressive enhancement)是网页设计的一种策略，强调可访问性，语义HTML标记，外部样式表和脚本技术。渐进增强使用Web技术以分层的方式，允许所有人访问网页的基本内容和功能，使用任何浏览器或互联网连接，同时还给更先进的浏览器软件或更大的带宽提供了这些页面的一个增强版本。

## 历史
“渐进增强”是被Steven Champeon创造于2003年3月11日在奥斯汀的西南偏南(SXSW)互动大会，并于2003年3月和6月间通过一系列网猴(Webmonkey)教程文章的公布。
有关页面布局适应不同的屏幕分辨率的灵活性，具体的层叠样式表（CSS）技术最近是被在“响应式网页设计”的名义下讨论。 .NET杂志选择了渐进增强是2012年网页设计趋势的名单上＃1（响应式网页设计是＃2）。谷歌鼓励采用渐进增强，以帮助“当某些网页设计功能尚不被支持的时候，我们的系统（以及更广泛的浏览器）看到有用的内容和基本的功能”。

## 核心原则
渐进增强包括以下核心原则：
- 基本内容应该是被所有网络浏览器访问
- 基本功能应该是被所有网络浏览器访问
- 稀疏的，语义化的标记包含的所有内容
- 增强的布局是由外部链接的CSS提供
- 增强的行为是由外部链接的非侵入式JavaScript提供
- 最终用户的网络浏览器偏好被受到尊重

## 参見
- AJAX
- 非侵入式JavaScript

## 延伸阅读
文章
- （英文）Gustafson, Aaron (2008) Understanding Progressive Enhancement （页面存档备份，存于） Retrieved July 7, 2011
- （英文）Gustafson, Aaron (2008) Progressive Enhancement with CSS （页面存档备份，存于） Retrieved July 7, 2011.
- （英文）Gustafson, Aaron (2008) Progressive Enhancement with JavaScript （页面存档备份，存于） Retrieved July 7, 2011
- （英文）Gustafson, Aaron (2007) Ruining the User Experience （页面存档备份，存于） Retrieved May 7, 2007.
- （英文）hesketh.com, September 12, 2003 Progressive Enhancement: Paving the Way for Future Web Design （页面存档备份，存于）
- （英文）Keith, Jeremy (2006) Behavioral Separation（页面存档备份，存于） Retrieved May 7, 2007.
- （英文）Olsson, Tommy (2007) Graceful Degradation & Progressive Enhancement （页面存档备份，存于）

书籍
- （英文）Briggs, Owen; Champeon, Steven; Costello, Eric; Patternson, Matthew (2004) Cascading Style Sheets: Separating Content From Presentation (2nd ed.). San Francisco: Apress. ISBN 1-59059-231-X
- （英文）Gustafson, Aaron (2011) Adaptive Web Design: Crafting Rich Experiences with Progressive Enhancement （页面存档备份，存于）. Chattanooga: Easy Readers. ISBN 978-0-9835895-0-1.
- （英文）Keith, Jeremy (2007) Bulletproof Ajax （页面存档备份，存于）. Berkeley: New Riders. ISBN 0-321-47266-7
- （英文）Keith, Jeremy (2005) DOM Scripting: Web Design with JavaScript and the Document Object Model. Berkeley: friends of ED. ISBN 1-59059-533-5
- （英文）Parker, Todd; Toland, Patty; Jehl, Scott; Costello Wachs, Maggie (The Filament Group （页面存档备份，存于）) (2010) Designing with Progressive Enhancement （页面存档备份，存于） Peachpit/New Riders. ISBN 978-0-321-65888-3